# جلد (تشريح)
الجلد (باللاتينية: Cutis) في علم التشريح يتكون من الأدمة والبشرة. تحته مباشرة توجد طبقة تسمى نسيج تحت الجلد.